# Обердорф (Нідвальден)
Обердорф (нім. Oberdorf NW) — громада  в Швейцарії в кантоні Нідвальден.

## Географія
Громада розташована на відстані близько 75 км на схід від Берна, 2 км на південний схід від Штанса.
Обердорф має площу 16,2 км², з яких на 7,5% дозволяється будівництво (житлове та будівництво доріг), 53% використовуються в сільськогосподарських цілях, 37,5% зайнято лісами, 2% не є продуктивними (річки, льодовики або гори).

## Демографія
2019 року в громаді мешкало 3114 осіб (+1,7% порівняно з 2010 роком), іноземців було 7,4%. Густота населення становила 192 осіб/км².
За віковим діапазоном населення розподілялося таким чином: 20,9% — особи молодші 20 років, 59,9% — особи у віці 20—64 років, 19,2% — особи у віці 65 років та старші. Було 1292 помешкань (у середньому 2,4 особи в помешканні).
Із загальної кількості 1368 працюючих 157 було зайнятих в первинному секторі, 610 — в обробній промисловості, 601 — в галузі послуг.